# Theotonio Negrão
Theotonio Negrão (Piraju, 6 de abril de 1917 — 20 de março de 2003) foi um advogado e juiz brasileiro, autor de livros didáticos sobre a prática jurídica.

## Biografia
Filho de João Fonseca, serventuário da Justiça, e de Maria Clara Wagner Negrão. Fez o curso ginasial no Instituto Granbery da Igreja Metodista, em Juiz de Fora, Minas Gerais. Formou-se em direito pela turma de 1939 da Faculdade de Direito de São Paulo, atualmente USP. Não cursou mestrado ou doutorado, nem lecionou em faculdades de direito.
Foi advogado por mais de sessenta anos. No período em que cursou a faculdade, começou como datilógrafo no escritório de advocacia do professor Noé Azevedo. Posteriormente, passou a trabalhar em seu próprio escritório e na elaboração de obras jurídicas, funções a que se dedicou até o fim da vida.

## Associações de advogados
Foi Conselheiro da Associação dos Advogados de São Paulo (AASP) de 1955 a 1966 e seu Presidente no biênio de 1959/1960. Criou e formatou o Boletim da AASP. Participou do 1º Congresso de Associações de Advogados, em São Bernardo do Campo.
Sobre a advocacia, disse Theotonio Negrão:[carece de fontes?]

## Juiz eleitoral
Foi juiz do Tribunal Regional Eleitoral de São Paulo, sendo suplente no biênios 1953/1954, 1955/1956 e 1977//1978 e titular nos biênios 1979/1980 e 1981/1982.

## Distinções recebidas
Recebeu as seguintes distinções:
- Sócio Honorário e Benemérito, outorgado pela AASP, em 27 de Abril de 1967;
- Colar do Mérito Judiciário, outorgado pelo Tribunal de Justiça de São Paulo, em 1 de Fevereiro de 1983;
- Medalha Anchieta, outorgada pela Câmara Municipal de São Paulo, em 16 de Outubro de 1987;
- Título de Sócio Benemérito, outorgado pelo Instituto dos Advogados de São Paulo, em 9 de Maio de 1988;
- Colar do Mérito Pedro Lessa, outorgado pelo Tribunal Regional Federal da 3ª Região - São Paulo, em 14 de Março de 1997;
- Prêmio Barão de Ramalho, outorgado, pela primeira vez, pelo Instituto dos Advogados de São Paulo.

## Obras de Theotonio Negrão
- Dicionário de Legislação Federal, Ed. Ministério da Educação e Cultura - MEC, 1961;
- Código de Processo Civil e legislação processual em vigor, São Paulo, Saraiva 34ºed.;
- Código Civil e legislação civil em vigor, São paulo, Saraiva, 21ºed.,2003;
- Lei Orgânica da Magistratura Nacional, 1979;
- Lei das Locações Prediais Urbanas, 1979;
- Regimento Interno do Supremo Tribunal Federal, 3ªed., 1982;
- Juizado Especial de Pequenas causas, 1984;
- Lei do Inquilinato (Lei nº 8.245, de 18 de Outubro de 1991) anotada, 1992.